# Adamy (Ukraina)
Adamy – dawna wieś na Ukrainie na obszarze dzisiejszego rejonu buskiego w obwodzie lwowskim. Leżała między Niwami a Czanyżem. Dawny Folwark Adamy (kolonię wsi Adamy położoną na północ od dawnej wsi) stanowi obecnie wieś Zawodzkie.
Dobra tabularne hrabiego Kazimierza Badeniego, położone w 1905 roku w powiecie Kamionka Strumiłowa Królestwa Galicji i Lodomerii.
Za II Rzeczypospolitej do 1934 roku wieś stanowiła samodzielną gminę jednostkową w powiecie kamioneckim w woj. tarnopolskim. W związku z reformą scaleniową została 1 sierpnia 1934 roku włączona do nowo utworzonej wiejskiej gminy zbiorowej Grabowa w tymże powiecie i województwie. Po wojnie wieś weszła w struktury administracyjne Związku Radzieckiego. Część polskich mieszkańców Adamów została przesiedlona do Szonowa koło Prudnika.